# 13
13 (XIII) var ett normalår som började en söndag i den julianska kalendern.

## Händelser

### Okänt datum
- Tiberius firar triumf efter att ha återkommit från framgångsrika expeditioner till Germanien.
- Tiberius börjar gradvis bli kejsare, han ges rättigheter att nästan samexistera som kejsare tillsammans med Augustus.
- Abgarus av Edessa återinsätts som kung av Osroene.
- Den romerska senaten antar ett senatus consultum som begränsar tillträdet till Vigintisexviri till att endast gälla kvestorer.
- Strabon publicerar sin syn på jordens form.
- Den kinesiska Xindynastins Shijianguo-era påbörjar sitt femte och sista år.

## Avlidna
- Wang Zhengjun, kinesisk kejsarinna.